# Réal hondurien
Le réal hondurien était la monnaie officielle du Honduras avant 1862. Seize réaux en argent équivalaient à un escudo en or.
Le réal hondurien a été introduit en 1832. Les pièces avaient une valeur de ½, 1, 2, 4 et 8 réaux. Les premières pièces étaient composées de 33.3 % d'argent, mais, à la suite d'une période de corruption massive, elles furent composées seulement de 4 % d'argent en 1853.
Le réal a été remplacé par le peso hondurien, de telle sorte que 8 réaux équivalaient 1 peso. Le réal est resté une subdivision du peso jusqu'en 1871.